# Баннбершайд
Баннбершайд (нім. Bannberscheid) — громада в Німеччині, розташована в землі Рейнланд-Пфальц. Входить до складу району Вестервальд. Складова частина об'єднання громад Віргес.
Площа — 1,88 км2. Населення становить 653 ос. (станом на 31 грудня 2020).